# Sulfosals

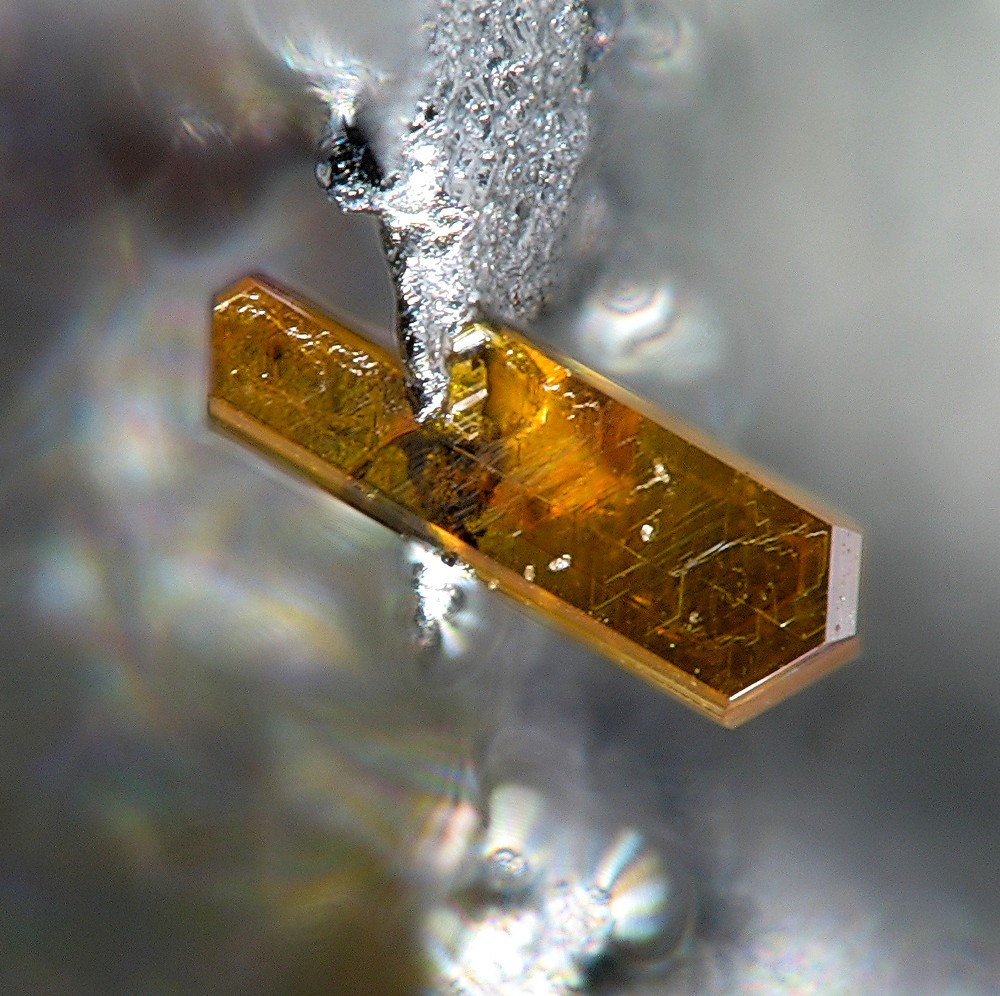
Xantoconita, una sulfosal de plata i arsènic

Les sulfosals són aquells complexos sulfurs minerals amb la fórmula general: AmBnSp; on A representa un metall com per exemple coure, plom, plata, ferro i poques vegades mercuri, zinc o vanadi; B representa generalment un semi-metall, tal com arsènic, antimoni, bismut i poques vegades germani, o metalls com estany o vanadi; i sofre o rarament seleni i/o tel·luri. La classificació de Nickel-Strunz inclou les sulfosals a dins dels sulfurs. Un grup amb fórmules químiques molt semblants similars són els sulfarsenats, en els quals l'arsènic substitueix el sofre mentre que en les sulfosals l'arsènic reemplaça un catió metàl·lic.
Hi ha al voltant de 200 sulfosals conegudes. La classificació de Nickel-Strunz les organitza d'aquesta manera:
02.G - Sulfarseniats, sulfantimoniats, sulfbismutites
02.GA - Neso-sulfarseniats, etc. sense S addicional
02.GA.05 - Proustita, pirargirita
02.GA.10 - Pirostilpnita, xantoconita
02.GA.15 - Samsonita
02.GA.20 - Skinnerita
02.GA.20 - Wittichenita
02.GA.25 - Lapieita, mückeita, malyshevita, lisiguangita
02.GA.30 - Aktashita, gruzdevita, nowackiita
02.GA.35 - Laffittita
02.GA.40 - Routhierita, stalderita
02.GA.45 - Erniggliita
02.GA.50 - Bournonita, seligmannita, součekita
02.GB - Neso-sulfarseniats, etc. amb S addicional
02.GB.05 - Argentotennantita, freibergita, giraudita, goldfieldita, hakita, tennantita, tetraedrita
02.GB.10 - Selenoestefanita, estefanita
02.GB.15 - Pearceïta, polibasita, selenopolibasita, cupropearceita, cupropolibasita
02.GB.20 - Galkhaita
02.GC - Poli-sulfarseniats
02.GC.05 - Hatchita, wal·lisita
02.GC.10 - Sinnerita
02.GC.15 - Watanabeita
02.GC.20 - Simonita
02.GC.25 - Quadratita, manganoquadratita
02.GC.30 - Smithita
02.GC.35 - Trechmannita
02.GC.40 - Aleksita, kochkarita, poubaita, rucklidgeita, babkinita, saddlebackita
02.GC.45 - Tvalchrelidzeita
02.GC.50 - Mutnovskita
02.H - Sulfosals de l'arquetip SnS
02.HA - Amb Cu, Ag, Fe (sense Pb)
02.HA.05 - Calcostibita, emplectita
02.HA.10 - Miargirita
02.HA.20 - Berthierita, garavel·lita, clerita
02.HA.25 - Aramayoïta, baumstarkita
02.HB - Amb Cu, Ag, Fe, Sn i Pb
02.HB.05 - Aikinita, friedrichita, gladita, hammarita, jaskólskiita, krupkaita, lindströmita, meneghinita, pekoita, emilita, salzburgita, paarita
02.HB.10 - Eclarita, giessenita, izoklakeita, kobellita, tintinaita
02.HB.15 - Benavidesita, jamesonita
02.HB.20 - Berryita, buckhornita, nagyagita, watkinsonita, museumita, litochlebita
02.HC - Amb només Pb
02.HC.05 - Baumhauerita-2a, baumhauerita, chabourneita, dufrenoysita, guettardita, liveingita, parapierrotita, pierrotita, rathita, sartorita, twinnita, veenita, marumoita, dalnegroita
02.HC.10 - Fülöppita, heteromorfita, plagionita, rayita, semseyita
02.HC.15 - Boulangerita, falkmanita, plumosita
02.HC.20 - Robinsonita
02.HC.25 - Moëloita
02.HC.30 - Dadsonita
02.HC.35 - Owyheeita, zoubekita
02.HC.40 - Parasterryita
02.HD - Amb Tl
02.HD.05 - Lorandita, weissbergita
02.HD.15 - Christita
02.HD.20 - Jankovicita
02.HD.25 - Rebulita
02.HD.30 - Imhofita
02.HD.35 - Edenharterita
02.HD.40 - Jentschita
02.HD.45 - Hutchinsonita
02.HD.50 - Bernardita
02.HD.55 - Sicherita
02.HD.60 - Gabrielita
02.HE - Amb alcalins, H₂O
02.HE.05 - Gerstleyita
02.HE.10 - Ambrinoita
02.HF - Amb SnS i unitats d'estructura de l'arquetip PbS
02.HF.20 - Vrbaita
02.HF.25 - Cilindrita, franckeïta, incaïta, levyclaudita, potosiïta, coiraïta, abramovita
02.HF.30 - Lengenbachita
02.J - Sulfosals de l'arquetip PbS
02.JA - Derivats de la galena amb poc o gens de Pb
02.JA.05 - Benjaminita, borodaevita, cupropavonita, kitaibelita, livingstonita, makovickyita, mummeïta, pavonita, grumiplucita, mozgovaita, cupromakovickyita, kudriavita, cupromakopavonita, dantopaita
02.JA.10 - Cuprobismutita, hodrušita, padĕraita, pizgrischita, kupčíkita
02.JA.15 - Schapbachita, cuboargirita
02.JA.20 - Bohdanowiczita, matildita, volynskita
02.JB - Derivats de la galena, amb Pb
02.JB.05 - Diaforita
02.JB.10 - Cosalita
02.JB.15 - Freieslebenita, marrita
02.JB.20 - Cannizzarita, wittita
02.JB.25 - Junoita, neyita, nordströmita, nuffieldita, proudita, weibul·lita, felbertalita, rouxelita, angelaita, cuproneyita
02.JB.30 - Geocronita, jordanita, kirkiita, tsugaruita
02.JB.35 - Pillaita, zinkenita, scainiita, pellouxita, chovanita
02.JB.40 - Aschamalmita, bursaita, eskimoita, fizelyita, gustavita, lil·lianita, ourayita, ramdohrita, roshchinita, schirmerita, treasurita, uchucchacuaita, ustarasita, vikingita, xilingolita, heyrovskyita, andorita IV
02.JB.55 - Gratonita
02.JB.60 - Marrucciita
02.JB.65 - Vurroita
02.JC - Derivats de la galena, sense Tl
02.JC.05 - El·lisita
02.JC.10 - Gillulyita
02.JC.25 - Galenobismutita
02.JC.40 - Nakaseita
02.K - Sulfarsenats i sulfantimonats
02.KA - Sulfarsenats amb (As, Sb)S₄ tetraedre
02.KA.05 - Enargita, petrukita
02.KA.10 - Briartita, famatinita, luzonita, permingeatita, barquillita
02.KA.15 - Fangita
02.KB - Sulfarsenats amb S addicional
02.KB.05 - Bil·lingsleyita
02.L - Sulfosals sense classificar
02.LA - Sense Pb essencial
02.LA.10 - Dervil·lita
02.LA.15 - Daomanita
02.LA.20 - Vaughanita
02.LA.25 - Criddleita
02.LA.30 - Fettelita
02.LA.35 - Chameanita
02.LA.40 - Arcubisita
02.LA.45 - Mgriita
02.LA.50 - Benleonardita
02.LA.55 - Tsnigriita
02.LA.60 - Borovskita
02.LA.65 - Jonassonita
02.LB - Amb Pb essencial
02.LA.05 - Miharaita
02.LA.30 - Ardaïta, launayita, madocita, playfairita, sorbyita, sterryita
02.LA.35 - Larosita
02.LA.40 - Petrovicita, mazzettiita
02.LA.45 - Crerarita
02.M - Oxysulfosals
02.MA	Oxysulfosals d'àlcalis i terres alcalines
02.MA.05 - Cetineita, ottensita
02.MA.10 - Sarabauita